# Parfouru-sur-Odon
Parfouru-sur-Odon település Franciaországban, Calvados megyében. Lakosainak száma 197 fő (2022. január 1.). Parfouru-sur-Odon Épinay-sur-Odon, Villers-Bocage, Villy-Bocage és Val d'Arry községekkel határos.

## Népesség
A település népességének változása:
| Lakosok száma | 104  | 150  | 147  | 152  | 194  | 197  | 196  | 196  | 195  | 197  |
|               | 1968 | 1982 | 1990 | 2006 | 2013 | 2015 | 2017 | 2019 | 2020 | 2022 |